# Арончик, Игорь Яковлевич
Арончик Игорь Яковлевич (1949—2020) — мим и хореограф, «человек-памятник»; лауреат международных конкурсов и фестивалей.

## Биография
Родился 18 июля 1949 года в Евпатории в артистической семье — его мама пела в театре.
После окончания школы поступил в училище культуры на хореографическое отделение. По окончании училища работал в Черниговской филармонии, Харьковском музыкальном театре и ансамбле молдавского танца «Жок». Из-за проблем с ногами, вызванных интенсивной работой танцора, Игорю Арончику пришлось отойти от танцевальных партий и номеров и заняться преподавательской деятельностью.
В 1996 году Игорь Яковлевич поехал в гости к брату в Кёльн. Туристический интерес привел его в Амстердам, где его оставили без бумажника. Обращался за помощью — но результата не было. Некоторое время жил на улице, где встретился с «бронзовой скульптурой», на которую глазела группа туристов: выступающий мим из Финляндии таким необычным способом зарабатывал на жизнь. Несколько позже, увидев на фасаде центрального музея статую живописца Рембрандта, Арончик понял, чем ему хочется заниматься.
Он говорит: «Для меня учителями были балетмейстеры и танцовщики, с которыми я работал, и те, которых я просто видел. Учиться можно у каждого, главное, уметь наблюдать. Например, некоторые движения увидел у Махмуда Эсамбаева, а кое-что для номера и вовсе взял из техники ушу». В своё время артист успел также поучиться пантомиме у Леонида Енгибарова. Так он создал собственный номер, превращая неподвижную скульптуру Рембрандта в оригинальный хореографический номер. Работая с закрытыми глазами, он находится в напряжении 2,5—3 часа. Выступал в России и на Украине, работал в Израиле, Канаде, Латинской Америке. Для тренировки тела и дыхания Арончик использует гимнастику ушу. В его путешествиях и представлениях сопровождает жена — Светлана Сергеевна, верный друг и помощник, они живут в Крыму.
В связи с присоединением Крыма к России, а также своим 65-летним юбилеем, Игорь Яковлевич решил совершить турне от Севастополя до Владивостока. Старт состоялся в Ейске, затем в Ростовской области он останавливался в Ростове-на-Дону и Каменске-Шахтинском, где мим попал на первую страницу газеты «ПИК».
О своей жизни Игорь Яковлевич Арончик написал автобиографическую книгу «Жизнь как она есть».
Умер 21 октября 2020 года.